# Pfannsee
Pfannsee är en sjö i Österrike.   Den ligger i förbundslandet Steiermark, i den centrala delen av landet, 220 km sydväst om huvudstaden Wien. Pfannsee ligger 2 056 meter över havet.
I omgivningarna runt Pfannsee växer i huvudsak blandskog. Runt Pfannsee är det ganska glesbefolkat, med 25 invånare per kvadratkilometer.